# Янь Веньган
Янь Веньган (1 липня 1997 , Wuqing Districtd, Тяньцзінь ) — китайський скелетоніст, бронзовий призер Олімпійських ігор 2022 року.

## Олімпійських іграх
| Рік  | Місце проведення | Місце |
| ---- | ---------------- | ----- |
| 2022 | Пекін, Китай     | 3     |

## Виступи на чемпіонатах світу
| Рік  | Місце проведення      | Місце |
| ---- | --------------------- | ----- |
| 2019 | Вістлер, Канада       | 20    |
| 2020 | Альтенберг, Німеччина | 11    |
| 2021 | Альтенберг, Німеччина | 6     |